# Celia Giménez
Celia Giménez Costeira fue una mujer española, destacada militante de la Sección Femenina de Falange.

## Biografía
Miembro de la Falange, durante la guerra civil española sirvió como enfermera. Casada con un piloto y madre de una hija, su marido falleció durante la contienda. A comienzos de 1939 se trasladó a la Alemania nazi, trabajando en el hospital berlinés de Neukölln y ejerciendo como jefa de la Sección Femenina en Alemania.
Muy interesada en promocionar las relaciones hispano-alemanas, fomentó un servicio de correspondencia entre los chicos de las Hitlerjugend y las chicas de la Sección Femenina. Persona muy cercana a Wilhelm Faupel y Pilar Primo de Rivera, desarrolló una importante actividad propandística en Alemania. Su labor contribuyó a reforzar los lazos entre España y Alemania. Llegó a presentar un programa especial en Radio Berlín para la División española de voluntarios, convirtiéndose en la «madrina de la División Azul». Avanzada la Segunda Guerra Mundial, Giménez y Pablo de Pedraza reorganizaron la Falange berlinesa —que se había resentido mucho por los bombardeos aliados—, siendo de hecho la única líder de Falange que seguía viviendo en Berlín. Celia Giménez mantuvo su programa de radio hasta finales de 1944.
Tras el final de la contienda trabajó para la compañía Aviaco como jefa de «mayordomía». Tras su muerte, fue enterrada en el cementerio de Santa Lastenia de Santa Cruz de Tenerife, ciudad en la que habría residido al final de su vida.